# ذكاء الحشرات

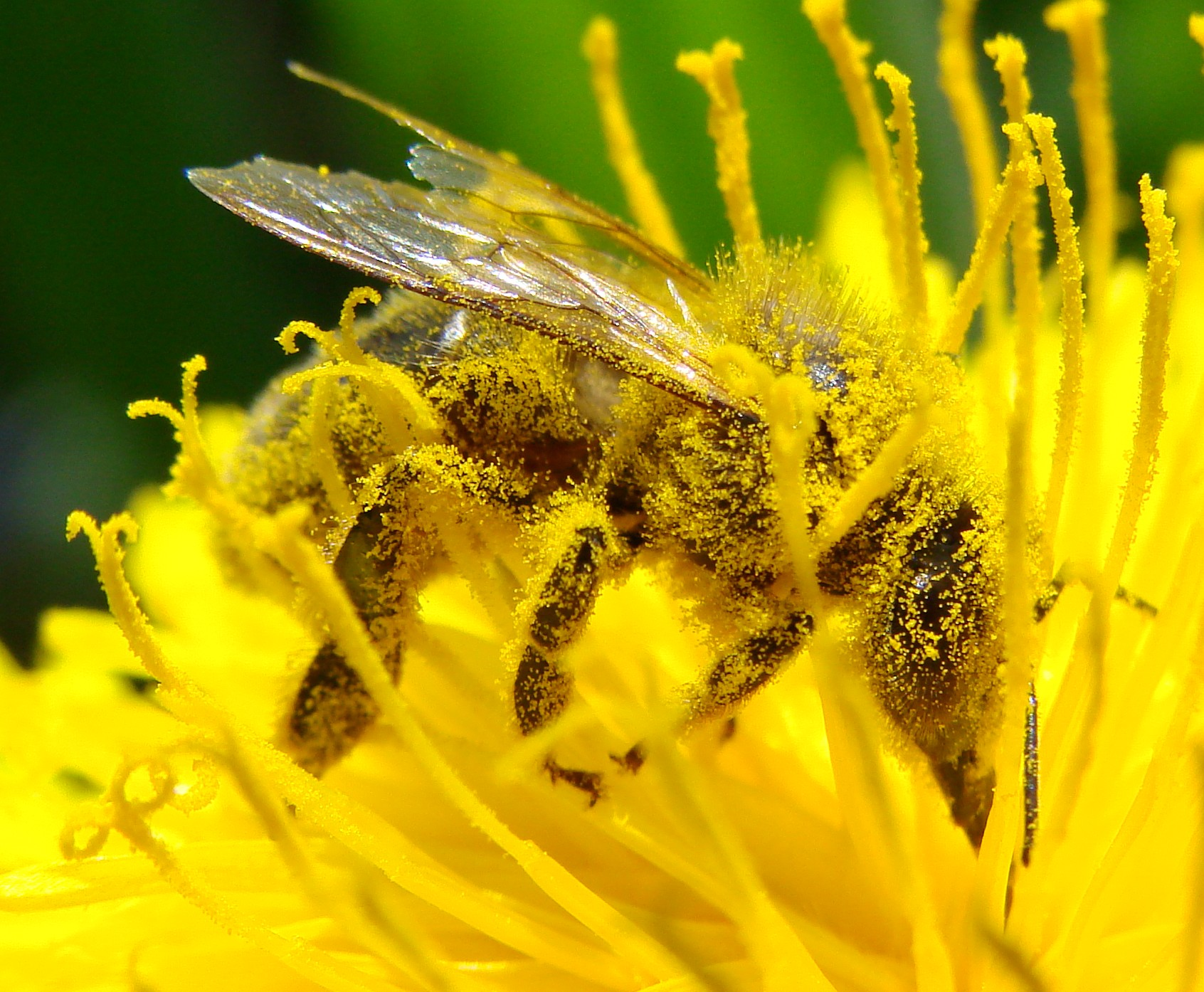
نحل محمّل بـحبوب اللقاح أثناء تغذيته على زهرة، وهو مثال على سلوكه الإدراكي.

ذكاء الحشرات هو مجال متنامٍ في علم الأحياء العصبي والسلوك الحيواني، يبحث في القدرات الإدراكية والمعرفية التي تُظهرها الحشرات رغم امتلاكها أدمغة صغيرة وبسيطة نسبيًا.
أظهرت الدراسات الحديثة أن بعض الحشرات تمتلك قدرات مذهلة مثل التعلم، التذكر، اتخاذ القرار، حل المشكلات، وحتى أشكال بدائية من الوعي، مما دفع العلماء لإعادة تقييم فهمنا لمفهوم الذكاء خارج نطاق الثدييات والطيور.

## مفاهيم أولية
تقليديًا، كان يُعتقد أن الحشرات تعمل بشكل آلي بناءً على ردود فعل منعكسة وبرمجة غريزية. ومع ذلك، أظهرت الأبحاث أن العديد من الحشرات قادرة على التعلُّم من التجربة وتغيير سلوكها استجابة للبيئة، مما يشير إلى وجود شكل من أشكال "الذكاء العملي".

## أمثلة على القدرات الذكية في الحشرات

### النحل
- يُظهر نحل العسل قدرة على التعلم المكاني والتنقل الدقيق لمسافات طويلة باستخدام الشمس ومجال الأرض المغناطيسي.
- يستطيع النحل العد حتى أربعة، والتفرقة بين كميات، والتعرّف على الوجوه.[1]
- يتبادل النحل المعلومات عبر رقصة النحل، وهي وسيلة رمزية لنقل معلومات عن المسافة والاتجاه لمصادر الغذاء.

### النمل
- قادر على بناء شبكات هندسية معقدة من الأنفاق والغرف تحت الأرض.
- يستخدم استراتيجيات جماعية لحل مشكلات الملاحة، وتوجيه الأفراد الآخرين نحو الغذاء.
- يُظهر تعاونًا ذكيًا يشبه الخوارزميات الرياضية في تنظيم المرور داخل الأعشاش.[2]

### الذباب
- أظهرت تجارب على ذبابة الفاكهة أنه يمكنها تمييز الأنماط وتعلُّم سلوكيات جديدة عبر التدريب.
- لوحظ أنه يمكن أن يغيّر اختياراته الغذائية بناءً على التجارب السابقة.

### الحشرات المفترسة
- بعض حشرات السرعوف تُظهر تخطيطًا في الحركات الهجومية وتُعدل من سلوكها وفقًا لحركة الفريسة.

## بنية الدماغ الحشري
رغم صغر حجمه، يحتوي دماغ الحشرة على مراكز معالجة فعالة مثل:
- الفصوص البصرية التي تعالج الصور والضوء.
- الفصوص الفطرية المسؤولة عن التعلم والذاكرة.
- العقد العصبية التي تتحكم بالحركة والسلوكيات.

أبحاث التصوير العصبي أثبتت أن الدماغ الحشري يستخدم استراتيجيات تشبه تلك الموجودة في أدمغة الكائنات الأكبر، ولكن بكفاءة عالية وتكلفة منخفضة من حيث الطاقة والحجم.

## الذكاء الجماعي في الحشرات الاجتماعية
في الحشرات مثل النحل والنمل والنمل الأبيض، يُلاحظ نوع من "الذكاء الجماعي"، حيث تنشأ قرارات معقدة من تفاعلات بسيطة بين الأفراد:
- اختيار موقع العش.
- تقسيم العمل بين الأفراد.
- الدفاع والهجوم المنظم ضد التهديدات.

هذا النوع من الذكاء يُعرف في الدراسات العلمية باسم ذكاء السرب، وقد ألهم تطوير خوارزميات الذكاء الاصطناعي.

## التطبيقات التقنية
- استُخدمت نماذج مستوحاة من سلوك النمل في تصميم خوارزمية النمل للبحث والتوجيه في شبكات الحاسوب.
- ألهم سلوك الذباب والنحل الباحثين في تطوير طائرات صغيرة ذاتية التحكم وروبوتات تعمل في بيئات معقدة.
- يساعد فهم ذكاء الحشرات في تحسين استراتيجيات المكافحة البيولوجية للآفات.

## التحديات والآفاق
رغم التقدم في فهم سلوك الحشرات، لا يزال من الصعب تفسير بعض القدرات العقلية من دون الوقوع في تشبيه الإنسان (إسقاط صفات بشرية). التحدي الأكبر هو قياس الوعي والإدراك في كائنات تختلف جذريًا في تركيبها العصبي عن البشر.
ومع ذلك، فإن الحشرات تقدم نموذجًا رائعًا لفهم كيف يمكن لأنظمة بسيطة أن تنتج سلوكًا ذكيًا ومعقدًا، وهو ما قد يغيّر الطريقة التي نفهم بها الذكاء الحيوي نفسه.